# José Contreras (Radsportler)
José Alirio Contreras Vásquez (* 21. März 1978) ist ein venezolanischer Straßenradrennfahrer.
José Contreras wurde 2006 Dritter im Straßenrennen der venezolanischen Meisterschaft und konnte 2010 den Titel erobern. Er gewann zahlreiche Abschnitte und mehrere Gesamtwertungen von Etappenrennen des venezolanischen Radsportkalenders. Auf internationaler Ebene siegte er bei 2008 bis 2010 jeweils bei einer Etappe der Vuelta a Guatemala.

## Erfolge
2008
- eine Etappe Vuelta a Guatemala

2009
- eine Etappe Vuelta a Guatemala

2010
- Venezolanischer Meister – Straßenrennen
- eine Etappe Vuelta a Guatemala

## Teams
- 2013 Lotería del Táchira
- 2014 Lotería del Táchira